# Copa do Mundo FIFA Sub-20 de 2017
A Copa do Mundo FIFA Sub-20 de 2017 foi a vigésima primeira edição do torneio organizado pela Federação Internacional de Futebol (FIFA) foi disputado na Coreia do Sul entre os dias 20 de maio a 11 de junho com a participação de 24 seleções.
Em uma final inédita, a Inglaterra conquistou o seu primeiro título na categoria ao vencer a Venezuela por 1–0 na final.

## Qualificação
| Confederação                                  | Torneio qualificatório                  | Classificado(s)                            |
| --------------------------------------------- | --------------------------------------- | ------------------------------------------ |
| AFC (Ásia)                                    | Campeonato Asiático Sub-19 de 2016      | Japão Arábia Saudita Irã Vietnã            |
| CAF (África)                                  | Campeonato Africano Sub-20 de 2017      | Zâmbia Senegal Guiné África do Sul         |
| CONCACAF (América do Norte, Central e Caribe) | Campeonato Sub-20 da CONCACAF de 2017   | Estados Unidos Honduras México Costa Rica  |
| CONMEBOL (América do Sul)                     | Campeonato Sul-Americano Sub-20 de 2017 | Uruguai Equador Venezuela Argentina        |
| OFC (Oceania)                                 | Campeonato Sub-20 da OFC de 2016        | Nova Zelândia Vanuatu                      |
| UEFA (Europa)                                 | Campeonato Europeu Sub-19 de 2016       | França Itália Inglaterra Portugal Alemanha |
| Anfitrião                                     | Anfitrião                               | Coreia do Sul                              |

## Sedes
As seguintes cidades foram designadas a receber os jogos do torneio.
| Cheonan                                                                                    | Daejeon                   | Incheon                  |
| ------------------------------------------------------------------------------------------ | ------------------------- | ------------------------ |
| Cheonan Stadium                                                                            | Daejeon World Cup Stadium | Incheon Football Stadium |
| Capacidade: 26,000                                                                         | Capacidade: 40,535        | Capacidade: 20,891       |
|                                                                                            |                           |                          |
| Cheonan Daejeon Incheon Jeju Jeonju SuwonCopa do Mundo FIFA Sub-20 de 2017 (Coreia do Sul) |                           |                          |
| Jeju                                                                                       | Jeonju                    | Suwon                    |
| Jeju World Cup Stadium                                                                     | Jeonju World Cup Stadium  | Suwon World Cup Stadium  |
| Capacidade: 35,657                                                                         | Capacidade: 42,477        | Capacidade: 43,959       |
|                                                                                            |                           |                          |

## Arbitragem
Esta é a lista de árbitros e assistentes que atuaram no torneio:
| Confederação | Árbitros                      | Assistentes                                  | Árbitros de vídeo | Árbitros reservas         |
| ------------ | ----------------------------- | -------------------------------------------- | --- | ------------------------- |
| AFC          | QAT Abdulrahman Al-Jassim     | QAT Taleb Al-Marri QAT Saoud Al-Maqaleh      | SIN Muhammad Taqi Aljaafari JPN Ryuji Sato BHR Nawaf Shukralla                                                                                 | OMA Ahmed Al-Kaf          |
| AFC          | KOR Kim Jong-hyeok            | KOR Yoon Kwang-Yeol KOR Kim Young-Ha         | SIN Muhammad Taqi Aljaafari JPN Ryuji Sato BHR Nawaf Shukralla                                                                                 | OMA Ahmed Al-Kaf          |
| AFC          | UAE Mohammed Abdullah Mohamed | UAE Mohamed Alhammadi UAE Hasan Almahri      | SIN Muhammad Taqi Aljaafari JPN Ryuji Sato BHR Nawaf Shukralla                                                                                 | OMA Ahmed Al-Kaf          |
| CAF          | CMR Alioum Alioum             | CMR Evarist Menkouande CMR Elvis Noupue      | ALG Mehdi Abid Charef SEN Malang Diedhiou GAB Eric Otogo-Castane                                                                               | ETH Bamlak Tessema Weyesa |
| CAF          | EGY Ghead Grisha              | MAR Redouane Achik SUD Waleed Ahmed          | ALG Mehdi Abid Charef SEN Malang Diedhiou GAB Eric Otogo-Castane                                                                               | ETH Bamlak Tessema Weyesa |
| CAF          | ZAM Janny Sikazwe             | ANG Jerson dos Santos RSA Zakhele Siwela     | ALG Mehdi Abid Charef SEN Malang Diedhiou GAB Eric Otogo-Castane                                                                               | ETH Bamlak Tessema Weyesa |
| CONCACAF     | SLV Joel Aguilar              | SLV Juan Zumba SLV William Torres            | MEX Roberto García CRC Ricardo Montero PAN John Pitti                                                                                          | CUB Yadel Martínez        |
| CONCACAF     | GUA Walter López              | GUA Gerson López GUA Hermenerito Leal        | MEX Roberto García CRC Ricardo Montero PAN John Pitti                                                                                          | CUB Yadel Martínez        |
| CONCACAF     | MEX César Ramos               | MEX Marvin Torrentera MEX Miguel Hernández   | MEX Roberto García CRC Ricardo Montero PAN John Pitti                                                                                          | CUB Yadel Martínez        |
| CONMEBOL     | CHI Julio Bascuñán            | CHI Carlos Astroza CHI Christian Schiemann   | VEN José Argote BRA Wilton Sampaio BOL Gery Vargas ARG Mauro Vigliano                                                                          | PAR Mario Díaz de Vivar   |
| CONMEBOL     | URU Andrés Cunha              | URU Nicolás Tarán URU Mauricio Espinosa      | VEN José Argote BRA Wilton Sampaio BOL Gery Vargas ARG Mauro Vigliano                                                                          | PAR Mario Díaz de Vivar   |
| CONMEBOL     | PER Diego Haro                | PER Jonny Bossio PER Raúl López Cruz         | VEN José Argote BRA Wilton Sampaio BOL Gery Vargas ARG Mauro Vigliano                                                                          | PAR Mario Díaz de Vivar   |
| CONMEBOL     | ECU Roddy Zambrano            | ECU Christian Lescano ECU Byron Romero       | VEN José Argote BRA Wilton Sampaio BOL Gery Vargas ARG Mauro Vigliano                                                                          | PAR Mario Díaz de Vivar   |
| OFC          | NZL Matthew Conger            | NZL Simon Lount TGA Tevita Makasini          | NZL Nick Waldron |                           |
| OFC          | TAH Norbert Hauata            | TAH Philippe Revel NCL Bertrand Brial        | NZL Nick Waldron |                           |
| UEFA         | TUR Cüneyt Çakır              | TUR Bahattın Duran TUR Tarık Ongun           | SCO William Collum CZE Pavel Královec NED Danny Makkelie NOR Svein Oddvar Moen ITA Daniele Orsato GRE Anastasios Sidiropoulos GER Felix Zwayer | SVK Ivan Kružliak         |
| UEFA         | SWE Jonas Eriksson            | SWE Mathias Klasenius SWE Daniel Wärnmark    | SCO William Collum CZE Pavel Královec NED Danny Makkelie NOR Svein Oddvar Moen ITA Daniele Orsato GRE Anastasios Sidiropoulos GER Felix Zwayer | SVK Ivan Kružliak         |
| UEFA         | RUS Sergei Karasev            | RUS Anton Averianov RUS Tikhon Kalugin       | SCO William Collum CZE Pavel Královec NED Danny Makkelie NOR Svein Oddvar Moen ITA Daniele Orsato GRE Anastasios Sidiropoulos GER Felix Zwayer | SVK Ivan Kružliak         |
| UEFA         | HUN Viktor Kassai             | HUN György Ring HUN Vencel Tóth              | SCO William Collum CZE Pavel Královec NED Danny Makkelie NOR Svein Oddvar Moen ITA Daniele Orsato GRE Anastasios Sidiropoulos GER Felix Zwayer | SVK Ivan Kružliak         |
| UEFA         | NED Björn Kuipers             | NED Sander van Roekel NED Erwin Zeinstra     | SCO William Collum CZE Pavel Královec NED Danny Makkelie NOR Svein Oddvar Moen ITA Daniele Orsato GRE Anastasios Sidiropoulos GER Felix Zwayer | SVK Ivan Kružliak         |
| UEFA         | POL Szymon Marciniak          | POL Paweł Sokolnicki POL Tomasz Listkiewicz  | SCO William Collum CZE Pavel Královec NED Danny Makkelie NOR Svein Oddvar Moen ITA Daniele Orsato GRE Anastasios Sidiropoulos GER Felix Zwayer | SVK Ivan Kružliak         |
| UEFA         | ESP Antonio Mateu Lahoz       | ESP Pau Cebrián Devis ESP Roberto Díaz Pérez | SCO William Collum CZE Pavel Královec NED Danny Makkelie NOR Svein Oddvar Moen ITA Daniele Orsato GRE Anastasios Sidiropoulos GER Felix Zwayer | SVK Ivan Kružliak         |

## Sorteio
O sorteio foi realizado no dia 15 de março de 2017 no Suwon Atrium em Suwon, Coreia do Sul.
As 24 seleções classificadas foram divididas em quatro potes, da seguinte maneira:
| Pote 1                                                                  | Pote 2                                                  | Pote 3                                                     | Pote 4                                         |
| ----------------------------------------------------------------------- | ------------------------------------------------------- | ---------------------------------------------------------- | ---------------------------------------------- |
| Coreia do Sul (Grupo A) Portugal Uruguai França Estados Unidos Alemanha | México Argentina Nova Zelândia Senegal Japão Costa Rica | Zâmbia Honduras Inglaterra Arábia Saudita Itália Venezuela | Equador África do Sul Irã Vietnã Guiné Vanuatu |

## Fase de grupos
|  | Equipes classificadas às oitavas de final               |
|  | Equipes classificadas como melhores terceiros colocados |
|  | Equipes eliminadas                                      |

Todas as partidas seguiram o fuso horário local (UTC+9).

### Grupo A
| Pos. | Seleção       | P | J | V | E | D | GP | GC | SG |
| ---- | ------------- | - | - | - | - | - | -- | -- | -- |
| 1    | Inglaterra    | 7 | 3 | 2 | 1 | 0 | 5  | 1  | +4 |
| 2    | Coreia do Sul | 6 | 3 | 2 | 0 | 1 | 5  | 2  | +3 |
| 3    | Argentina     | 3 | 3 | 1 | 0 | 2 | 6  | 5  | +1 |
| 4    | Guiné         | 1 | 3 | 0 | 1 | 2 | 1  | 9  | –8 |

| 20 de maio | Argentina | 0 – 3     | Inglaterra                                              | Jeonju World Cup Stadium, Jeonju                       |
| 16:30      |           | Relatório | Calvert-Lewin 38' · Armstrong 52' · Solanke 90+3' (pen) | Público: 15 510 Árbitro: UAE Mohammed Abdullah Mohamed |

| 20 de maio | Coreia do Sul                                             | 3 – 0     | Guiné | Jeonju World Cup Stadium, Jeonju            |
| 20:00      | Lee Seung-woo 36' · Lim Min-hyeok 76' · Paik Seung-ho 81' | Relatório |       | Público: 37 500 Árbitro: CHI Julio Bascuñán |

| 23 de maio | Inglaterra | 1 – 1     | Guiné             | Jeonju World Cup Stadium, Jeonju         |
| 17:00      | Cook 53'   | Relatório | Tomori 59' (g.c.) | Público: 5 992 Árbitro: SLV Joel Aguilar |

| 23 de maio | Coreia do Sul                               | 2 – 1     | Argentina  | Jeonju World Cup Stadium, Jeonju          |
| 20:00      | Lee Seung-woo 18' · Paik Seung-ho 42' (pen) | Relatório | Torres 50' | Público: 27 058 Árbitro: TUR Cüneyt Çakır |

| 26 de maio | Inglaterra | 1 – 0     | Coreia do Sul | Suwon World Cup Stadium, Suwon           |
| 20:00      | Dowell 56' | Relatório |               | Público: 35 279 Árbitro: MEX César Ramos |

| 26 de maio | Guiné | 0 – 5     | Argentina                                                     | Jeju World Cup Stadium, Jeju              |
| 20:00      |       | Relatório | Torres 33' · La. Martínez 43', 79' · Zaracho 50' · Senesi 74' | Público: 4 545 Árbitro: HUN Viktor Kassai |

### Grupo B
| Pos. | Seleção   | P | J | V | E | D | GP | GC | SG  |
| ---- | --------- | - | - | - | - | - | -- | -- | --- |
| 1    | Venezuela | 9 | 3 | 3 | 0 | 0 | 10 | 0  | +10 |
| 2    | México    | 4 | 3 | 1 | 1 | 1 | 3  | 3  | 0   |
| 3    | Alemanha  | 4 | 3 | 1 | 1 | 1 | 3  | 4  | –1  |
| 4    | Vanuatu   | 0 | 3 | 0 | 0 | 3 | 4  | 13 | –9  |

| 20 de maio | Venezuela              | 2 – 0     | Alemanha | Daejeon World Cup Stadium, Daejeon       |
| 14:00      | Peña 51' · Córdova 54' | Relatório |          | Público: 5 049 Árbitro: EGY Ghead Grisha |

| 20 de maio | Vanuatu                | 2 – 3     | México                                    | Daejeon World Cup Stadium, Daejeon         |
| 17:00      | Kalo 52' · Wilkins 62' | Relatório | Magaña 10' · Cisneros 25' · Álvarez 90+4' | Público: 6 251 Árbitro: RUS Sergei Karasev |

| 23 de maio | Venezuela                                                                                     | 7 – 0     | Vanuatu | Daejeon World Cup Stadium, Daejeon         |
| 17:00      | Velásquez 30' · Córdova 42', 73' · Peñaranda 46' · Faríñez 56' (pen) · Hurtado 82' · Sosa 89' | Relatório |         | Público: 1 495 Árbitro: KOR Kim Jong-hyeok |

| 23 de maio | México | 0 – 0     | Alemanha | Daejeon World Cup Stadium, Daejeon        |
| 20:00      |        | Relatório |          | Público: 4 388 Árbitro: ZAM Janny Sikazwe |

| 26 de maio | México | 0 – 1     | Venezuela   | Suwon World Cup Stadium, Suwon             |
| 17:00      |        | Relatório | Córdova 33' | Público: 5 040 Árbitro: SWE Jonas Eriksson |

| 26 de maio | Alemanha                         | 3 – 2     | Vanuatu       | Jeju World Cup Stadium, Jeju             |
| 17:00      | Badu 27' · Reese 32' · Iyoha 50' | Relatório | Kalo 52', 77' | Público: 3 175 Árbitro: GUA Walter López |

### Grupo C
| Pos. | Seleção    | P | J | V | E | D | GP | GC | SG |
| ---- | ---------- | - | - | - | - | - | -- | -- | -- |
| 1    | Zâmbia     | 6 | 3 | 2 | 0 | 1 | 6  | 4  | +2 |
| 2    | Portugal   | 4 | 3 | 1 | 1 | 1 | 4  | 4  | 0  |
| 3    | Costa Rica | 4 | 3 | 1 | 1 | 1 | 2  | 2  | 0  |
| 4    | Irã        | 3 | 3 | 1 | 0 | 2 | 4  | 6  | –2 |

| 21 de maio | Zâmbia                       | 2 – 1     | Portugal     | Jeju World Cup Stadium, Jeju            |
| 14:00      | Chilufya 51' · F. Sakala 76' | Relatório | Hélder 90+1' | Público: 4 356 Árbitro: MEX César Ramos |

| 21 de maio | Irã            | 1 – 0     | Costa Rica | Jeju World Cup Stadium, Jeju               |
| 17:00      | Mehdikhani 81' | Relatório |            | Público: 4 896 Árbitro: SWE Jonas Eriksson |

| 24 de maio | Zâmbia                                              | 4 – 2     | Irã                   | Jeju World Cup Stadium, Jeju                    |
| 17:00      | F. Sakala 54' · Mwepu 59' · E. Banda 65' · Daka 71' | Relatório | Shekari 7', 49' (pen) | Público: 2 060 Árbitro: ESP Antonio Mateu Lahoz |

| 24 de maio | Costa Rica      | 1 – 1     | Portugal            | Jeju World Cup Stadium, Jeju                      |
| 20:00      | Marín 48' (pen) | Relatório | Gonçalves 32' (pen) | Público: 3 147 Árbitro: QAT Abdulrahman Al-Jassim |

| 27 de maio | Costa Rica | 1 – 0     | Zâmbia | Cheonan Stadium, Cheonan                   |
| 17:00      | Daly 15'   | Relatório |        | Público: 4 508 Árbitro: NZL Matthew Conger |

| 27 de maio | Portugal                        | 2 – 1     | Irã        | Incheon Football Stadium, Incheon          |
| 17:00      | Gonçalves 54' · Xande Silva 86' | Relatório | Shekari 4' | Público: 6 085 Árbitro: ECU Roddy Zambrano |

### Grupo D
| Pos. | Seleção       | P | J | V | E | D | GP | GC | SG |
| ---- | ------------- | - | - | - | - | - | -- | -- | -- |
| 1    | Uruguai       | 7 | 3 | 2 | 1 | 0 | 3  | 0  | +3 |
| 2    | Itália        | 4 | 3 | 1 | 1 | 1 | 4  | 3  | +1 |
| 3    | Japão         | 4 | 3 | 1 | 1 | 1 | 4  | 5  | –1 |
| 4    | África do Sul | 1 | 3 | 0 | 1 | 2 | 1  | 4  | –3 |

| 21 de maio | África do Sul | 1 – 2     | Japão                | Suwon World Cup Stadium, Suwon             |
| 17:00      | Margeman 7'   | Relatório | Ogawa 48' · Doan 72' | Público: 8 091 Árbitro: NZL Matthew Conger |

| 21 de maio | Itália | 0 – 1     | Uruguai    | Suwon World Cup Stadium, Suwon           |
| 20:00      |        | Relatório | Amaral 76' | Público: 9 128 Árbitro: GUA Walter López |

| 24 de maio | África do Sul | 0 – 2     | Itália                           | Suwon World Cup Stadium, Suwon             |
| 17:00      |               | Relatório | Orsolini 23' (pen) · Favilli 57' | Público: 5 931 Árbitro: ECU Roddy Zambrano |

| 24 de maio | Uruguai                           | 2 – 0     | Japão | Suwon World Cup Stadium, Suwon               |
| 20:00      | Schiappacasse 38' · Olivera 90+1' | Relatório |       | Público: 7 978 Árbitro: POL Szymon Marciniak |

| 27 de maio | Uruguai | 0 – 0     | África do Sul | Incheon Football Stadium, Incheon          |
| 20:00      |         | Relatório |               | Público: 7 707 Árbitro: RUS Sergei Karasev |

| 27 de maio | Japão         | 2 – 2     | Itália                  | Cheonan Stadium, Cheonan                  |
| 20:00      | Doan 22', 50' | Relatório | Orsolini 3' · Panico 7' | Público: 10 003 Árbitro: EGY Ghead Grisha |

### Grupo E
| Pos. | Seleção       | P | J | V | E | D | GP | GC | SG |
| ---- | ------------- | - | - | - | - | - | -- | -- | -- |
| 1    | França        | 9 | 3 | 3 | 0 | 0 | 9  | 0  | +9 |
| 2    | Nova Zelândia | 4 | 3 | 1 | 1 | 1 | 3  | 3  | 0  |
| 3    | Honduras      | 3 | 3 | 1 | 0 | 2 | 3  | 6  | –3 |
| 4    | Vietnã        | 1 | 3 | 0 | 1 | 2 | 0  | 6  | –6 |

| 22 de maio | França                                 | 3 – 0     | Honduras | Cheonan Stadium, Cheonan                 |
| 17:00      | Augustin 15' · Harit 44' · Terrier 81' | Relatório |          | Público: 2 947 Árbitro: URU Andrés Cunha |

| 22 de maio | Vietnã | 0 – 0     | Nova Zelândia | Cheonan Stadium, Cheonan                  |
| 20:00      |        | Relatório |               | Público: 6 975 Árbitro: CMR Alioum Alioum |

| 25 de maio | França                                    | 4 – 0     | Vietnã | Cheonan Stadium, Cheonan                   |
| 17:00      | Thuram 18' · Augustin 22', 45' · Poha 52' | Relatório |        | Público: 4 672 Árbitro: TAH Norbert Hauata |

| 25 de maio | Nova Zelândia                      | 3 – 1     | Honduras    | Cheonan Stadium, Cheonan               |
| 20:00      | Bevan 1', 56' (pen) · Ashworth 23' | Relatório | Álvarez 50' | Público: 6 074 Árbitro: PER Diego Haro |

| 28 de maio | Nova Zelândia | 0 – 2     | França                 | Daejeon World Cup Stadium, Daejeon         |
| 15:00      |               | Relatório | Saint-Maximin 22', 37' | Público: 4 280 Árbitro: KOR Kim Jong-hyeok |

| 28 de maio | Honduras                 | 2 – 0     | Vietnã | Jeonju World Cup Stadium, Jeonju                       |
| 15:00      | Cruz 76' · Álvarez 90+3' | Relatório |        | Público: 10 427 Árbitro: UAE Mohammed Abdullah Mohamed |

### Grupo F
| Pos. | Seleção        | P | J | V | E | D | GP | GC | SG |
| ---- | -------------- | - | - | - | - | - | -- | -- | -- |
| 1    | Estados Unidos | 5 | 3 | 1 | 2 | 0 | 5  | 4  | +1 |
| 2    | Senegal        | 4 | 3 | 1 | 1 | 1 | 2  | 1  | +1 |
| 3    | Arábia Saudita | 4 | 3 | 1 | 1 | 1 | 3  | 4  | –1 |
| 4    | Equador        | 2 | 3 | 0 | 2 | 1 | 4  | 5  | –1 |

| 22 de maio | Equador                   | 3 – 3     | Estados Unidos                       | Incheon Football Stadium, Incheon         |
| 17:00      | Lino 5' · Cabezas 7', 64' | Relatório | Sargent 36', 54' · de la Torre 90+4' | Público: 3 886 Árbitro: NED Björn Kuipers |

| 22 de maio | Arábia Saudita | 0 – 2     | Senegal                | Incheon Football Stadium, Incheon         |
| 20:00      |                | Relatório | Niane 13' · Diagne 15' | Público: 5 110 Árbitro: HUN Viktor Kassai |

| 25 de maio | Equador     | 1 – 2     | Arábia Saudita  | Incheon Football Stadium, Incheon         |
| 17:00      | Caicedo 89' | Relatório | Al-Yami 7', 84' | Público: 3 496 Árbitro: CMR Alioum Alioum |

| 25 de maio | Senegal | 0 – 1     | Estados Unidos | Incheon Football Stadium, Incheon        |
| 20:00      |         | Relatório | Sargent 34'    | Público: 5 864 Árbitro: URU Andrés Cunha |

| 28 de maio | Senegal | 0 – 0     | Equador | Jeonju World Cup Stadium, Jeonju                 |
| 18:00      |         | Relatório |         | Público: 11 047 Árbitro: ESP Antonio Mateu Lahoz |

| 28 de maio | Estados Unidos | 1 – 1     | Arábia Saudita | Daejeon World Cup Stadium, Daejeon     |
| 18:00      | Lennon 40'     | Relatório | Alamri 74'     | Público: 5 460 Árbitro: PER Diego Haro |

### Melhores terceiros classificados
As melhores quatro seleções terceiro colocadas nos grupos também avançam para as oitavas de final.
| Pos. | Seleção        | P | J | V | E | D | GP | GC | SG | Grupo |
| ---- | -------------- | - | - | - | - | - | -- | -- | -- | ----- |
| 1    | Costa Rica     | 4 | 3 | 1 | 1 | 1 | 2  | 2  | 0  | C     |
| 2    | Japão          | 4 | 3 | 1 | 1 | 1 | 4  | 5  | –1 | D     |
| 3    | Alemanha       | 4 | 3 | 1 | 1 | 1 | 3  | 4  | –1 | B     |
| 4    | Arábia Saudita | 4 | 3 | 1 | 1 | 1 | 3  | 4  | –1 | F     |
| 5    | Argentina      | 3 | 3 | 1 | 0 | 2 | 6  | 5  | +1 | A     |
| 6    | Honduras       | 3 | 3 | 1 | 0 | 2 | 3  | 6  | –3 | E     |

## Fase final

### Esquema
|  | Oitavas de final     | Oitavas de final     |                      |       | Quartas de final | Quartas de final |                     |                     | Semifinais | Semifinais |  |  | Final | Final |
|  |                      |                      |                      |       |                  |                  |                     |                     |            |            |  |  |       |       |
|  | 30 de maio – Cheonan |                      |                      |       |                  |                  |                     |                     |            |            |  |  |       |       |
|  |                      |                      |                      |       |                  |                  |                     |                     |            |            |  |  |       |       |
|  | Coreia do Sul        | 1                    |                      |       |                  |                  |                     |                     |            |            |  |  |       |       |
|  | Coreia do Sul        | 1                    | 4 de junho – Daejeon |       |                  |                  |                     |                     |            |            |  |  |       |       |
|  | Portugal             | 3                    |                      |       |                  |                  |                     |                     |            |            |  |  |       |       |
|  | Portugal             | 3                    | Portugal             | 2 (4) |                  |                  |                     |                     |            |            |  |  |       |       |
|  | 31 de maio – Suwon   |                      | Portugal             | 2 (4) |                  |                  |                     |                     |            |            |  |  |       |       |
|  |                      | Uruguai (pen)        | 2 (5)                |       |                  |                  |                     |                     |            |            |  |  |       |       |
|  | Uruguai              | Uruguai (pen)        | 2 (5)                | 1     |                  |                  |                     |                     |            |            |  |  |       |       |
|  | Uruguai              |                      | 8 de junho – Daejeon | 1     |                  |                  |                     |                     |            |            |  |  |       |       |
|  | Arábia Saudita       | 0                    |                      |       |                  |                  |                     |                     |            |            |  |  |       |       |
|  | Arábia Saudita       | 0                    | Uruguai              | 1 (3) |                  |                  |                     |                     |            |            |  |  |       |       |
|  | 30 de maio – Daejeon |                      | Uruguai              | 1 (3) |                  |                  |                     |                     |            |            |  |  |       |       |
|  |                      | Venezuela (pen)      | 1 (4)                |       |                  |                  |                     |                     |            |            |  |  |       |       |
|  | Venezuela (pro)      | Venezuela (pen)      | 1 (4)                | 1     |                  |                  |                     |                     |            |            |  |  |       |       |
|  | Venezuela (pro)      | 4 de junho – Jeonju  |                      | 1     |                  |                  |                     |                     |            |            |  |  |       |       |
|  | Japão                | 0                    |                      |       |                  |                  |                     |                     |            |            |  |  |       |       |
|  | Japão                | 0                    | Venezuela (pro)      | 2     |                  |                  |                     |                     |            |            |  |  |       |       |
|  | 1 de junho – Incheon |                      | Venezuela (pro)      | 2     |                  |                  |                     |                     |            |            |  |  |       |       |
|  |                      | Estados Unidos       | 1                    |       |                  |                  |                     |                     |            |            |  |  |       |       |
|  | Estados Unidos       | Estados Unidos       | 1                    | 6     |                  |                  |                     |                     |            |            |  |  |       |       |
|  | Estados Unidos       |                      | 11 de junho – Suwon  | 6     |                  |                  |                     |                     |            |            |  |  |       |       |
|  | Nova Zelândia        | 0                    |                      |       |                  |                  |                     |                     |            |            |  |  |       |       |
|  | Nova Zelândia        | 0                    | Venezuela            | 0     |                  |                  |                     |                     |            |            |  |  |       |       |
|  | 1 de junho – Cheonan |                      | Venezuela            | 0     |                  |                  |                     |                     |            |            |  |  |       |       |
|  |                      | Inglaterra           | 1                    |       |                  |                  |                     |                     |            |            |  |  |       |       |
|  | França               | Inglaterra           | 1                    | 1     |                  |                  |                     |                     |            |            |  |  |       |       |
|  | França               | 5 de junho – Suwon   |                      | 1     |                  |                  |                     |                     |            |            |  |  |       |       |
|  | Itália               | 2                    |                      |       |                  |                  |                     |                     |            |            |  |  |       |       |
|  | Itália               | 2                    | Itália (pro)         | 3     |                  |                  |                     |                     |            |            |  |  |       |       |
|  | 31 de maio – Jeju    |                      | Itália (pro)         | 3     |                  |                  |                     |                     |            |            |  |  |       |       |
|  |                      | Zâmbia               | 2                    |       |                  |                  |                     |                     |            |            |  |  |       |       |
|  | Zâmbia (pro)         | Zâmbia               | 2                    | 4     |                  |                  |                     |                     |            |            |  |  |       |       |
|  | Zâmbia (pro)         |                      | 8 de junho – Jeonju  | 4     |                  |                  |                     |                     |            |            |  |  |       |       |
|  | Alemanha             | 3                    |                      |       |                  |                  |                     |                     |            |            |  |  |       |       |
|  | Alemanha             | 3                    | Itália               | 1     |                  |                  |                     |                     |            |            |  |  |       |       |
|  | 1 de junho – Incheon |                      | Itália               | 1     |                  |                  |                     |                     |            |            |  |  |       |       |
|  |                      | Inglaterra           | 3                    |       | Terceiro lugar   | Terceiro lugar   |                     |                     |            |            |  |  |       |       |
|  | México               | Inglaterra           | 3                    | 1     | Terceiro lugar   | Terceiro lugar   |                     |                     |            |            |  |  |       |       |
|  | México               | 5 de junho – Cheonan | 5 de junho – Cheonan | 1     |                  |                  | 11 de junho – Suwon | 11 de junho – Suwon |            |            |  |  |       |       |
|  | Senegal              | 5 de junho – Cheonan | 5 de junho – Cheonan | 0     |                  |                  | 11 de junho – Suwon | 11 de junho – Suwon |            |            |  |  |       |       |
|  | Senegal              | México               | 0                    | 0     | Uruguai          | 0 (1)            |                     |                     |            |            |  |  |       |       |
|  | 31 de maio – Jeonju  | México               | 0                    |       | Uruguai          | 0 (1)            |                     |                     |            |            |  |  |       |       |
|  |                      | Inglaterra           | 1                    |       | Itália (pen)     | 0 (4)            |                     |                     |            |            |  |  |       |       |
|  | Inglaterra           | Inglaterra           | 1                    | 2     | Itália (pen)     | 0 (4)            |                     |                     |            |            |  |  |       |       |
|  | Inglaterra           |                      |                      | 2     |                  |                  |                     |                     |            |            |  |  |       |       |
|  | Costa Rica           | 1                    |                      |       |                  |                  |                     |                     |            |            |  |  |       |       |
|  | Costa Rica           | 1                    |                      |       |                  |                  |                     |                     |            |            |  |  |       |       |

### Oitavas de final
| 30 de maio | Venezuela    | 1 – 0 (pro) | Japão | Daejeon World Cup Stadium, Daejeon        |
| 17:00      | Herrera 108' | Relatório   |       | Público: 2 013 Árbitro: NED Björn Kuipers |

| 30 de maio | Coreia do Sul     | 1 – 3     | Portugal                         | Cheonan Stadium, Cheonan                  |
| 20:00      | Lee Sang-heon 81' | Relatório | Xadas 10', 69' · Bruno Costa 27' | Público: 21 361 Árbitro: URU Andrés Cunha |

| 31 de maio | Uruguai              | 1 – 0     | Arábia Saudita | Suwon World Cup Stadium, Suwon            |
| 17:00      | De La Cruz 50' (pen) | Relatório |                | Público: 2 522 Árbitro: ZAM Janny Sikazwe |

| 31 de maio | Inglaterra       | 2 – 1     | Costa Rica | Jeonju World Cup Stadium, Jeonju           |
| 20:00      | Lookman 35', 63' | Relatório | Leal 89'   | Público: 4 428 Árbitro: CHI Julio Bascuñán |

| 31 de maio | Zâmbia                                                  | 4 – 3 (pro) | Alemanha                               | Jeju World Cup Stadium, Jeju             |
| 20:00      | E. Banda 50' · F. Sakala 68' · Mwepu 86' · Mayembe 107' | Relatório   | Ochs 37' · Serdar 89' · Arweiler 90+4' | Público: 2 925 Árbitro: SLV Joel Aguilar |

| 1 de junho | México       | 1 – 0     | Senegal | Incheon Football Stadium, Incheon        |
| 16:30      | Cisneros 89' | Relatório |         | Público: 3 276 Árbitro: TUR Cüneyt Çakır |

| 1 de junho | França             | 1 – 2     | Itália                    | Cheonan Stadium, Cheonan                     |
| 20:00      | Augustin 37' (pen) | Relatório | Orsolini 27' · Panico 53' | Público: 3 321 Árbitro: POL Szymon Marciniak |

| 1 de junho | Estados Unidos                                                                | 6 – 0     | Nova Zelândia | Incheon Football Stadium, Incheon                 |
| 20:00      | Sargent 32' · Ebobisse 64' · Lennon 65' · Glad 76' · Trusty 84' · Kunga 90+3' | Relatório |               | Público: 5 667 Árbitro: QAT Abdulrahman Al-Jassim |

### Quartas de final
| 4 de junho | Venezuela                      | 2 – 1 (pro) | Estados Unidos | Jeonju World Cup Stadium, Jeonju           |
| 15:00      | Peñaranda 96' · Ferraresi 115' | Relatório   | Ebobisse 117'  | Público: 2 671 Árbitro: SWE Jonas Eriksson |

| 4 de junho | Portugal                       | 2 – 2 (pro) | Uruguai                        | Daejeon World Cup Stadium, Daejeon      |
| 18:00      | Xande Silva 1' · Gonçalves 41' | Relatório   | Bueno 16' · Valverde 50' (pen) | Público: 5 086 Árbitro: MEX César Ramos |

|                                                                   |       | Penalidades                                          |  |
| Rúben Dias Diogo Dalot Xadas Gedson Pepê José Gomes André Ribeiro | 4 – 5 | Valverde Rodríguez Canobbio Ardaiz Amaral Viña Bueno |  |

| 5 de junho | Itália                                 | 3 – 2 (pro) | Zâmbia                  | Suwon World Cup Stadium, Suwon             |
| 17:00      | Orsolini 50' · Dimarco 88' · Vido 111' | Relatório   | Daka 4' · F. Sakala 84' | Público: 6 252 Árbitro: ECU Roddy Zambrano |

| 5 de junho | México | 0 – 1     | Inglaterra  | Cheonan Stadium, Cheonan                              |
| 20:00      |        | Relatório | Solanke 47' | Público: 5 953 Árbitro: UAE Mohammed Abdullah Mohamed |

### Semifinais
| 8 de junho | Uruguai              | 1 – 1 (pro) | Venezuela  | Daejeon World Cup Stadium, Daejeon           |
| 17:00      | De La Cruz 49' (pen) | Relatório   | Sosa 90+1' | Público: 3 486 Árbitro: POL Szymon Marciniak |

|                                                  |       | Penalidades                                 |  |
| Valverde Rodríguez Canobbio Bentancur De La Cruz | 3 – 4 | Peñaranda Sosa R. Hernández Soteldo Herrera |  |

| 8 de junho | Itália      | 1 – 3     | Inglaterra                     | Jeonju World Cup Stadium, Jeonju                |
| 20:00      | Orsolini 2' | Relatório | Solanke 66', 88' · Lookman 77' | Público: 5 329 Árbitro: ESP Antonio Mateu Lahoz |

### Disputa pelo terceiro lugar
| 11 de junho | Uruguai | 0 – 0     | Itália | Suwon World Cup Stadium, Suwon           |
| 15:30       |         | Relatório |        | Público: 10 749 Árbitro: MEX César Ramos |

|                         |       | Penalidades                      |  |
| Valverde Amaral Boselli | 1 – 4 | Vido Marchizza Mandragora Panico |  |

### Final
| 11 de junho | Venezuela | 0 – 1     | Inglaterra        | Suwon World Cup Stadium, Suwon             |
| 19:00       |           | Relatório | Calvert-Lewin 35' | Público: 30 346 Árbitro: NED Björn Kuipers |

## Premiação
| Copa do Mundo FIFA Sub-20 de 2017 |
| Inglaterra                        |
| --------------------------------- |
| INGLATERRA Campeão (1º título)    |

| Chuteira de Ouro      | Chuteira de Prata     | Chuteira de Bronze      |
| --------------------- | --------------------- | ----------------------- |
| ITA Ricardo Orsolini  | USA Josh Sargent      | FRA Jean-Kévin Augustin |
| Bola de Ouro          | Bola de Prata         | Bola de Bronze          |
| ENG Dominic Solanke   | URU Federico Valverde | VEN Yangel Herrera      |
| Luva de Ouro          |                       |                         |
| ENG Freddie Woodman   |                       |                         |
| Troféu FIFA Fair Play |                       |                         |
| México                |                       |                         |

## Artilharia
5 gols (1)
- ITA Riccardo Orsolini

4 gols (5)
- ENG Dominic Solanke
- FRA Jean-Kévin Augustin
- USA Josh Sargent
- VEN Sergio Córdova
- ZAM Fashion Sakala

3 gols (4)
- ENG Ademola Lookman
- JPN Ritsu Doan
- POR Diogo Gonçalves
- VAN Bong Kalo

2 gols (23)
- ARG Lautaro Martínez
- ARG Marcelo Torres
- ECU Bryan Cabezas
- ENG Dominic Calvert-Lewin
- FRA Allan Saint-Maximin
- HON Jorge Daniel Álvarez
- IRN Reza Shekari
- ITA Giuseppe Panico
- KOR Lee Seung-woo
- KOR Paik Seung-ho
- KSA Abdulrahman Al-Yami
- MEX Ronaldo Cisneros
- NZL Myer Bevan
- POR Xadas
- POR Xande Silva
- URU Nicolás De La Cruz
- USA Brooks Lennon
- USA Jeremy Ebobisse
- VEN Adalberto Peñaranda
- VEN Samuel Sosa
- ZAM Emmanuel Banda
- ZAM Enock Mwepu
- ZAM Patson Daka

1 gol (55)
- ARG Federico Zaracho
- ARG Marcos Senesi
- CRC Jimmy Marín
- CRC Jostin Daly
- CRC Randall Leal
- ECU Herlin Lino
- ECU Jordy Caicedo
- ENG Adam Armstrong
- ENG Kieran Dowell
- ENG Lewis Cook
- FRA Amine Harit
- FRA Denis-Will Poha
- FRA Marcus Thuram
- FRA Martin Terrier
- GER Emmanuel Iyoha
- GER Fabian Reese
- GER Jonas Arweiler
- GER Kentu Malcolm Badu
- GER Philipp Ochs
- GER Suat Serdar
- HON Sendel Cruz
- IRN Mehdi Mehdikhani
- ITA Andrea Favilli
- ITA Federico Dimarco
- ITA Luca Vido
- JPN Koki Ogawa
- KOR Lee Sang-heon
- KOR Lim Min-hyeok
- KSA Abduelelah Alamri
- MEX Edson Álvarez
- MEX Kevin Magaña
- NZL Hunter Ashworth
- POR Bruno Costa
- POR Hélder
- RSA Grant Margeman
- SEN Ibrahima Niane
- SEN Ousseynou Diagne
- URU Federico Valverde
- URU Mathías Olivera
- URU Nicolás Schiappacasse
- URU Rodrigo Amaral
- URU Santiago Bueno
- USA Auston Trusty
- USA Justen Glad
- USA Lagos Kunga
- USA Luca de la Torre
- VAN Ronaldo Wilkins
- VEN Jan Carlos Hurtado
- VEN Nahuel Ferraresi
- VEN Ronaldo Peña
- VEN Williams Velásquez
- VEN Wuilker Faríñez
- VEN Yangel Herrera
- ZAM Edward Chilufya
- ZAM Shemmy Mayembe

Gols contra (1)
- ENG Fikayo Tomori (a favor da Guiné)